# Алексеево (Рязанская область)
Алексе́ево — село в России, расположено в Клепиковском районе Рязанской области. Административный центр Алексеевского сельского поселения.

## Географическое положение
Село Алексеево расположено примерно в 47 км к востоку от центра города Спас-Клепики. С запада село граничит с деревней Кузьмино с востока с деревней Ильино.

## История
Деревня Алексеевское отмечена на картах XVIII в. В 1905 году деревня была административным центром Алексеевской волости Касимовского уезда и имела 135 дворов при численности населения 898 чел.

## Население
| 1859 | 1897 | 1906 | 2010 |
| ---- | ---- | ---- | ---- |
| 681  | ↗792 | ↗898 | ↘104 |

## Транспорт
Село расположено поблизости от трассы Р105 с регулярным автобусным сообщением.

## Инфраструктура
В селе имеется одноимённое сельское отделение почтовой связи.